# Мирный атом (памятник, Волгодонск)
Памятник «Мирный атом» — монумент, воздвигнутый в Волгодонске, символизирующий развитие атомного машиностроения и энергетики в городе. Является одним из главных символов Волгодонска. Памятник работы скульптора Юрия Владимировича Александрова первоначально был установлен на площади перед аэропортом «Волгодонск» в Цимлянске в 1981 году. Однако спустя несколько месяцев памятник пришлось перенести, из-за того, что председателю исполкома Ростовской области Матвею Ивановичу Иваницкому во время посещения Волгодонска показалось, что монумент слишком велик по сравнению с привокзальной площадью и зданием аэровокзала. Новое место определили посередине кругового движения на перекрёстке проспектов Курчатова и Строителей, где он стоит и по сей день.

## Описание
Основой конструкции являются стилизованные орбиты электронов атома, оплетённые лозой винограда. Гроздья винограда на монументе создают дополнительную символическую связь с Цимлянском, известным своей традицией виноделия. Город славится своим виноградом и винами из него, которые неоднократно получали призы на выставках. Постамент памятника имеет наклонные боковые стенки. По первоначальному проекту, форма постамента перекликалась с видом навигационной башни и наклонных стен здания аэровокзала. Эскиз архитектурной композиции, представленный Александровым, был без промедления утверждён творческой группой по разработке концепции монументально-художественного оформления Волгодонска. Заказ на изготовление деталей монумента — каркаса, облицовки из нержавеющей стали и латунных деталей (лозы и гроздей винограда), получил завод «Атоммаш».